# 桂派
桂派（かつらは）は、明治から昭和初期まで存在した上方落語の諸派。

結三柏は、桂一門の定紋である。

## 歴史
桂一門の総領名跡である「桂文治」の3代目を継承した2代目文治の義兄（2代目三笑亭可楽門下。のちの初代桂文楽）の江戸下向後、上方では2代目文治の孫弟子を3代目とした。この結果3代目、4代目と東西に文治名跡が並立したが、4代目文治の弟子である初代桂文枝は文治を継がず、以来上方においては「桂文枝」が桂一門を代表する名跡となっていた。
1874年（明治7年）4月3日の初代文枝死後、2代目文枝の襲名を巡り、「四天王」と呼ばれた初代の門弟、特に当時の人気落語家だった桂文三と2代目桂文都の間で争いが起きた。この紛糾は文三の勝利で終わり、文三は2代目文枝として一門を統率することになる。これが「桂派」である。
桂派の多くの落語家は素噺（手拭い・扇子以外の道具を使わない落語）が主で、東京から移住した5代目翁家さん馬や2代目三遊亭圓馬の影響もあり、人情噺も得意としていた。定席としては、大阪市ミナミ法善寺周辺の「南地金沢亭」を本拠とし、他にも大阪市内では船場淡路町の「幾代亭」、西区新町の「瓢亭」、市外では岸和田市大工町の「林家亭」などを拠点にした。
明治30年代の「藤明派」「互楽派」分派を経て、1906年（明治39年）、対立する「浪花三友派」を仕切っていた堀江「賑江亭」席亭の藤原重助が死去したことにより桂派は三友派と和解、「桂・三友両派大合同興行」を行った。しかし1910年（明治43年）、上本町「富貴席」席亭の岡田政太郎が二流の落語家や色物（軽口、物まね、剣舞、曲芸、義太夫、女講談等）を中心として「浪花落語反対派」を興したことや、同しく1910年に一派の総帥だった3代目文枝が他界したことで衰退した。一部は4代目笑福亭松鶴らと「寿々女会」を結成するが長くは続かず、1915年（大正4年）までに三友派に吸収・消滅していった。
結成当時は10名ほどだったが、明治20年ごろには20名を超え、解散直後で江戸の落語家や門下を超えて30名前後ほどいた。
京都にも落語会を開き、その時は「京桂派」とした。

## その他諸派

### 江戸
- 江戸桂派
- 三遊派
- 柳派

### 上方
- 藤明派
  - 1900年、3代目桂藤兵衛、西國坊明學の設立。
- 寿々女会
  - 4代目笑福亭松鶴、初代桂枝雀の設立。
- 浪花派
  - 1918年（大正7年）に初代桂春団治が三友派を離脱し設立。後に花月派に買収され吉本入り。
- 大八会
  - 大正時代宮崎八十八が中心に結成。万歳師や漫談家が所属。ミスワカナ・玉松一郎や花月亭九里丸（九里丸は後に反対派に所属）
- 大正派
  - 大正元年に初代桂枝雀が設立。
- 圓頂派
  - 明治中期に初代橘ノ圓が結成。神戸中心に活動。他にも一門の橘ノ圓都や上方で桂派のメンバーだった2代目三遊亭圓馬も顔を出した。